# Enpinanga transtriata
Enpinanga transtriata är en fjärilsart som beskrevs av Chu och Wang 1980. Enpinanga transtriata ingår i släktet Enpinanga och familjen svärmare. Inga underarter finns listade i Catalogue of Life.